# Ruby Tuesday
Ruby Tuesday är en låt av brittiska gruppen The Rolling Stones skriven av Keith Richards och Mick Jagger. När musiktidskriften Rolling Stone skulle ranka de 500 bästa låtarna genom tiderna hamnade "Ruby Tuesday" på plats 303 på listan.
I en intervju i Rolling Stone 1971 berättade Richards att han skrev låten på ett hotellrum i Los Angeles i början av 1966 och att låten handlade om hans flickvän Linda Keith.
Låten släpptes som singel med "Let's Spend the Night Together" som dubbel A-sida den 13 januari 1967 i Storbritannien och i USA den 14 januari 1967 och på den amerikanska versionen av Between the Buttons, som släpptes den 20 januari 1967 i Storbritannien och i USA den 11 februari. Låten förekommer även på albumet Flowers. 
År 1970 hade Melanie    en stor hit med låten, särskilt i Europa. 